# フェルディナンド (映画)
『フェルディナンド』（原題: Ferdinand）は、アメリカ合衆国の3DCGコンピューターアニメーション映画。。「アイス・エイジ」の監督が贈る、驚きと感動のファンタジー・アドベンチャー。
アメリカ合衆国では2017年12月15日に2D/3D版で公開され、日本では2019年6月5日にBlu-ray Disc&DVDで発売された。

## あらすじ
名作児童文学「はなのすきなうし」を原作に、心優しい闘牛フェルディナンドが仲間たちと繰り広げる大冒険を描き、第90回アカデミー賞長編アニメーション賞にノミネートされた作品。争いごとが苦手な闘牛フェルディナンドは、牧場を脱走して花農家の少女ニーナと出会い、大好きなお花に囲まれながら幸せな毎日を過ごしていた。そんなある日、フェルディナンドはお尻をハチに刺され、街の中で大暴れしてしまう。ニーナと引き離され牧場へ連れ戻されたフェルディナンドを待ち受けていたのは、立派な闘牛になるための特訓の日々だった。「バンブルビー」などで俳優としても活躍するプロレスラーのジョン・シナが主人公フェルディナンドの声を担当。監督は「アイス・エイジ」シリーズのカルロス・サルダーニャ。

## 声の出演
| 役名             | 英語版声優                     | 日本語吹替 |
| ---------------- | ------------------------------ | ---------- |
| フェルディナンド | ジョン・シナ                   | 置鮎龍太郎 |
| ルペ             | ケイト・マッキノン             | 本田貴子   |
| ボーンズ         | アンソニー・アンダーソン       | かぬか光明 |
| ヴァリエンテ     | ボビー・カナベイル             | 三宅健太   |
| グアポ           | ペイトン・マニング             | 勝杏里     |
| ウーナ           | ジーナ・ロドリゲス             | 清水理沙   |
| エル・プリメーロ | ミゲル・アンヘル・シルベストル | 内田直哉   |
| アンガス         | デビッド・テナント             | 多田野曜平 |
|                  | フルーラ・ボルク               |            |
|                  | ジェロッド・カーマイケル       |            |
|                  | デイビード・ディグス           |            |
|                  | ガブリエル・イグレシアス       |            |
|                  | フアネス                       |            |
|                  | カーラ・マルティネス           |            |
|                  | ジェレミー・シスト             |            |
|                  | サリー・フィリップス           |            |

## 評価
レビューアグリゲーターのRotten Tomatoesでは、この映画の承認率は120件のレビューに基づいて72％で、平均評価は6.26 / 10です。 このサイトの批判的なコンセンサスは、「古典的な物語に関する『フェルディナンド』のカラフルなアップデートは予想外のことではありませんが、その時代を超越したテーマと、タイトルロールでのジョン・シナの魅力的な声の作品は、家族向けの楽しみになります」と述べています。